# Víctor Emiliano Villegas Suclupe
Víctor Emiliano Villegas Suclupe OAR (* 9. Februar 1967 in Lambayeque) ist ein peruanischer römisch-katholischer Ordensgeistlicher und Prälat von Chota.

## Leben
Víctor Emiliano Villegas Sclupe studierte am Colegio Nacional San José in Lambayeque. Im Jahr 1990 erwarb er einen Abschluss in Agraringenieurwesen an der Universidad de Chiclayo. Er trat den Augustiner-Rekollekten bei und setzte seine philosophischen Studien fort (1995–1997). 1998 absolvierte er in Kolumbien das Noviziat und schloss anschließend sein Theologiestudium (1999–2001) an der Facultad de Teología Pontificia y Civil in Lima ab. Er legte am 19. März 2002 die feierliche Profess ab und empfing am 22. März 2003 die Priesterweihe.
Von 2003 bis 2012 gehörte er dem Konvent bei der Pfarrei Santa Rita in Lima an und leitete die dortige Oberschule. Von 2013 bis 2018 war er Pfarrer der Pfarrei Santa Mónica in Chota und seither Provinzialvikar der Augustiner-Rekollekten für Peru.
Am 2. Juli 2022 ernannte ihn Papst Franziskus zum Prälaten von Chota. Der Bischof von David, José Luis Kardinal Lacunza Maestrojuán OAR, spendete ihm am 15. Oktober desselben Jahres in der Stierkampfarena El Vizcaíno in Chota die Bischofsweihe; Mitkonsekratoren waren der emeritierte Bischof von Chachapoyas, Emiliano Antonio Cisneros Martínez OAR, und der emeritierte Prälat von Chota, Fortunato Pablo Urcey OAR.